# Династија Шанг
Династија Шанг (кинески: 商朝) или Династија Јин (殷代) (1600. п. н. е. — 1046. п. н. е.) прва је историјска кинеска династија која је владала североисточним делом регије познатим као "Ужа Кина", у долини Жуте реке. Династија Шанг је наследила легендарну династију Сја и претходила династији Џоу. Подаци о династији Шанг долазе из историјских записа династије Џоу као и натписа саме династије Шанг на бронзаним артефактима и костима за прорицање — корњачниним оклопима и другим костима на којима је написан први значајни корпус кинеских знакова. Натписима на костима за прорицање, које датирају из друге половине владавине династије, обично су билежили датум у Шездесетогодишњем циклусу Небеских пупољака и Земаљске гране, иза којих је следило име верника и тема о којој су се питали богови. Тумачење одговора (прогностикација) и да ли је прорирацање било успешно се накнандо додавало. Данашња кинеска култура потиче из ове династије.
Ова гатања служе као извор података о политици, економији, култури, религији, географији, астрономији, календару, и уметности у том периоду, те дају кључни увид у ране стадије кинеске цивилизације. Једна од престоница династије Шанг, касније у историји позната као Рушевине Јина (殷墟), је у близини модерног Анyанга (安陽). Археолошка ископавања су тамо открила 11 већих краљевских гробова Јина, као и темеље палате и ритуалних објеката, на којима се налази оружје, као и остаци људских и животињских жртава. Десетине хиљада артефаката од бронзе, жада, камена, костију и керамике су пронађене; квалитет бронзаних предмета указује на висок степен развијености цивилизације. Пронађено је више од 20.000 натписа на костију за гатање за време почетних научних ископавања у 1920-им и 1930-им, а још више отада.

## Историја
За династију Шанг се верује да ју је основао вођа побуњеника који је успео свргнути последњег владара династије Сја. Њена цивилизација се темељила на ратарству, уз лов и сточарство. Записи Великог историчара наводе како је династија Шанг премештала своју престоницу шест пута. Последња и најважнија селибда у Јин године 1350. п. н. е. резултирала је златним добом династије. Израз династија Јин представља синоним с изразом династија Шанг, а кроз историју је био и популарнији, иако се данас пре користи како би се означила друга половина периода владавине династије Шанг. Јапанци, пак још увек за династију Шанг користе израз династија Јин.
Лоза наследњих краљева Шанга је у то доба владала великим делом северне Кине, а трупе Шанга су често водиле ратове са суседним насељима и номадским сточарима из степа у унутрашњости Азије. Главни градови, поготово Јин, били су средиште раскошног дворског живота. У њима су се развили сложени дворски ритуали с циљем одобравања духова. Осим своје политичке функције, краљ је био и поглавар култа темељеног на поштовању предака и духова. И сам краљ је често обављао ритуале гатања, поготово пред крај династије. Докази из краљевских гробница показују да су владари и чланови њихових породица покапани с вредним предметима, вероватно како би им служили у загробном животу. Вероватно због истог тог разлога су се заједно с њиховим телима покапани на стотине живих људи, који су можда били робови.
Династија Шанг је већ имала развијени систем писма; његова сложеност указује на ранији развој, иако о њему још увек нема доказа. Вајање бронзе и грнчарија су се такође развили у култури Шанг. Бронза се чешће користила за уметност него за израду оружја. Астрономи династије Шанг су, пак, открили Марс и бројне комете. У то време су изумени и бројни музички инструменти.
Утицај Шанга, иако не и директна власт, се проширио на североисток све до данашњег Пекинга, где је древна култура која претходи Јану показала трагове културе Шанга. Најмање један гроб у овој регији је у раном периоду Шанга садржавао и бронзане предмете у стилу Шанга као и златни накит у локалном стилу. За овај утицај династије Шанга се верује како је касније олакшао интеграцију Јана у каснију династију Џоу.
Краљеви династије Шанга, у својим гатањима често исказују забринутост због група фанг, који су представљали варваре изван цивилизованих области ту под надзором династије Шанг. Често се спомиње туфанг група у области Јан Шан као непријатељски настројена према династији Шанг. Откриће бодежа-секире у стилу Шенг код Xиаохенана показује да је чак и у овом раном периоду кинеске историје било неке везе између удаљених области северне Кине.
Шанг Џоу, посљедњи краљ династије Јин, починио је самоубиство након што му је војску поразио народ Џоу. Легенде кажу да га је војска издала прикључивши се побуњеницима у одлучној бици.
Борби Јина и Џоуа је посвећен кинески класични романФенгшен Јањи.
Након колапса Јина, преживели чланови породице су колективно променили презиме из краљевског Зи (子) (pinyin: zi; Wade-Giles: tzu) у име пале династије Јин (殷). Породица је остала део аристократије и често пружала администравне услуге новој династији Џоу. Краљ Ченг од Џоуа (周成王) иако тек регент, његов ујак војвода Дан од Џоу (周公旦), дали су брату бившег Шанговог краља Веја, ВејЗија (微子) власт у бившој престоници Шанга Шангз (商) те територију која ће после постати држава Сонг (宋). Држава Сонг и наследници Шанга су одржавали ритуале у почаст преминулих краљева Шанга који су трајали до 286. п. н. е.
И корејске и кинеске легенде тврде да је огорчени Јин принц по имену Јизи (箕子) одбио предати власт Џоуима, те уместо тога напустио Кину са својим гарнизоном и основао Гија Јосеон крај савременог Пјонгјанга, односно једну од раних корејских држава (Го-, Гија- и Виман-Јосеон).
Многи кланови Шанга су мигрирали на север и стопили се с културом Јан у периоду Западних Џоуа. Ови су кланови имали елитни статус, те наставили са својим погребним и ритуалним традицијама.

## Рани и касни Шанг
Записи пронађени у Анјангу потврђују историјско постојање династије Шанг. Међутим, западни историчари се још увек устручавају повезати неке од насеља из доба Ањанга с династиијом Шанг. Тако се, на пример, археолошки налази у Санxингђиу тумаче као засебна и напредна цивилизација, која, за разлику од Ањанга, није познавала писмо.
Опсег контроле Шанга је тешко одредити, с обзиром на недостатак археолошких истраживања. Историчари сматрају да је град Јин, којим је управљала династија Шанги из службене историје, коегзистирао с културно различитим насељима у остатку Северне Кине.
Кинески историчари из каснијих периода су били навикнути на идеју да једна династија замењује другу, али се верује да је политичка ситуација у раној Кини ипак била нешто сложенија. Сја и Шанг могу бити референце на политичке ентитете који су истовремено постојали, исто као што се зна да је рани Џоу (држава наследница Шанг), постојао у исто време као и Шанг. Овај приступ систему Сандај (Три династије) је промовирао познати археолог Кванг-чиј Чанг.
Исто тако, иако рушевине Јина потврђују постојање Касног Шанга, не постоје докази који би указивали на постојање династије Шанг пре пресељења у њену последњу престоницу. То се понекад у историји реферира тако да се Шанг Јин-ере назива Касни Шанг а Шанг пре Јигвена као Рани Шанг. Проблем је мање у уротницима и побуњеницима који су у записима покушали дати легитимитет династији Шанг, а више у настојању историчара и археолога да раздвоје историјски потврђена друштва и праисторијске археолошке културе.

## Организација, обрт и рад
Још од око 1500. п. н. е, рана династија Шанг је масовно производила бронзане посуде и оружје. Оваква производња је захтевала бројну радну снагу која би копала руде, пречишћавала и превозила бакарну, калајну и оловну руду. Двор династије Шанг и аристократе су захтевали велике количине различитог бронзаног посуђа за разне свечане сврхе и верске обреде, па је то за собом повлачило потребу за службеним надзорницима који би управљали радницима и обртницима. С великом количином бронзе на располагању, војска је могла бити боље опремљена с разним бронзаним оружјем, а бронза се користила и за точкове двоколица које су почеле да се широко користе око 1200. п. н. е.
Осим што су били команданти војске, краљеви Шанга су своју надмоћ над остатком друштва показивали и као врховни свештеници, односно вође верских обреда. Као што једна кост за гатање показује, краљеви Шанга су гледали на себе као на најдостојније чланове друштва што се тиче спровођења ритуала у коме се нуде жртве својим краљевским прецима, односно врховном богу Дију, који је по њиховом веровању био одговоран за кишу, ветар и гром.

## Војска Шанга
Пешадија Шанга била је наоружана с различитим оружјем од камена и бронзе, укључујући мáо копља, yуè секире на моткама, ге хелебарде, лукове, те шлемове од бронзе и коже (Ванг Хонгјан 1993). Њихову западну војну границу су представљале планине Таиханг, где су се борили против ма или "коњских" варвара, који су можда користили двоколице. Сами Шанги су двоколице вероватно користили једино као превозна командна возила или елитне симболе. Иако је Шанг зависио од војничких врлина племства, масе градског и сеоског становништва су владарима служиле не само као извор радне снаге него и као регрути приликом важнијих војних акција. Вазали племенитог рода и владари подређених држава су имали обавезу да своје мештанске војне снаге опремају са оружјем, оклопом и осталом опремом, док је сам краљ Шанга држао око хиљаду људи у свом главном граду, те је особно водио у битку. Новоуспостављена војна бирократија се морала развити како би се око три до пет хиљада људи могло водити у граничним походима, а једном је записано како је тринаест хиљада војника било мобилизовано како би се угушио устанак побуњених вазалних држава.
Војска се обично делила у три секције - лево крило, десно крило и средину. У тим секцијама су постојала два главна типа јединица - слабо организована пешадија регрута која је имала помоћну улогу, те језгро војске састављено од војничког племства које је користило двоколице. Ратовање уз помоћ двоколица је доминирало кинеским бојним пољима све до периода Зараћених држава (481. п. н. е.-221. п. н. е.), иако га је с временом заменила пешадијска тактика, а касније коњица у 3. веку п. н. е. Међутим, чак и након што је Шанг увео двоколице у војску, племство се још увек борило као пешадија, а двоколице су углавном коришћене за транспорт, свечаности и велике ловачке експедиције. Двоколице су у периоду Шанга носиле три човека - возача у центру, стрелца на левој страни и ратника с хелебардом на десној страни. Биле су четвртастог облика, с два велика точка које су вукла два коња, иако су неке вукли четири коња.

## Владари династије Шанг
Кинески: 商朝 (Shāng cháo)
На власти од око 1778. п. н. е. до око 1122. п. н. е.
| Ист. записи1 | Ђија-гу-вен2                 | Лично име                 | Постхумно име                         | Храмовно име               | Владавина3          |
| --- | ---------------------------- | ------------------------- | ------------------------------------- | -------------------------- | ------------------- |
| Конвенција за навођење: име коришћено у Историјским записима С’-ма Ћијена. |                              |                           |                                       |                            |                     |
| Танг 汤 (Tāng) | Танг 唐 (Táng)               | Ц’ Ли 子履 (Zǐ Lǚ)        | Краљ Таи-ву 太武王 (Tàiwǔwáng)        | Гао-цу 高祖 (Gāozǔ)        | 1778-1742. п. н. е. |
| Таи Динг 太丁 (Tài Dīng) | Да Динг 大丁 (Dà Dīng)       | непознато                 | Краљ Даи 代王 (Dàiwáng)               | Таи-цу 太祖 (Tàizǔ)        | 1741. п. н. е.      |
| Ваи Бинг 外丙 (Wài Bǐng) | Бу Бинг 卜丙 (Bǔ Bǐng)       | Ц’ Шенг 子胜 (Zǐ Shèng)   | Краљ Аи 哀王 (Āiwáng)                 | нема                       | 1741-1734. п. н. е. |
| Џунг Жен 仲任 (Zhòng Rén) | нема                         | Ц’ Јунг 子庸 (Zǐ Yōng)    | Краљ Ји 懿王 (Yìwáng)                 | нема                       | 1734-1730. п. н. е. |
| Таи Ђија 太甲 (Tài Jiǎ) | Да Ђија 大甲 (Dà Jiǎ)        | Ц’ Џ’ 子至 (Zǐ Zhì)       | Краљ Вен 文王 (Wénwáng)               | Таи-цунг 太宗 (Tàizōng)    | 1730-1720. п. н. е. |
| Во Динг 沃丁 (Wò Dīng) | нема                         | Ц’ Сјуен 子绚 (Zǐ Xuàn)   | Краљ Џао 昭王 (Zhāowáng)              | нема                       | 1720-1691. п. н. е. |
| Таи Генг 太庚 (Tài Gēng) | Да Генг 大庚 (Dà Gēng)       | Ц’ Бијен 子辩 (Zǐ Biàn)   | Краљ Сјуен 宣王 (Xuānwáng)            | нема                       | 1691-1666. п. н. е. |
| Сјао Ђија 小甲 (Xiǎo Jiǎ) | нема                         | Ц’ Гао 子高 (Zǐ Gāo)      | Краљ Ђинг 敬王 (Jìngwáng)             | нема                       | 1666-1649. п. н. е. |
| Јунг Ђи 雍己 (Yōng Jǐ) | нема                         | Ц’ Ми 子密 (Zǐ Mì)        | Краљ Јуен 元王 (Yuánwáng)             | нема                       | 1649-1637. п. н. е. |
| Таи Ву 太戊 (Tài Wù) | Да Ву 大戊 (Dà Wù)           | Ц’ Џоу 子伷 (Zǐ Zhòu)     | Краљ Ђинг 景王 (Jǐngwáng)             | Џунг-цунг 中宗 (Zhōngzōng) | 1637-1562. п. н. е. |
| Џунг Динг 仲丁 (Zhòng Dīng) | Џунг Динг 中丁 (Zhōng Dīng)  | Ц’ Џуанг 子庄 (Zǐ Zhuāng) | Краљ Сјао-ченг 孝成王 (Xiàochéngwáng) | нема                       | 1562-1549. п. н. е. |
| Ваи Жен 外壬 (Wài Rén) | Бу Жен 卜壬 (Bǔ Rén)         | Ц’ Фа 子发 (Zǐ Fā)        | Краљ С’ 思王 (Sīwáng)                 | нема                       | 1549-1534. п. н. е. |
| Х’ Дан Ђија 河亶甲 (Hé Dǎn Jiǎ) | Ђијен Ђија 戋甲 (Jiān Jiǎ)   | Ц’ Џенг 子整 (Zǐ Zhěng)   | Краљ Пинг I 前平王 (Qián Píngwáng)    | нема                       | 1534-1526. п. н. е. |
| Цу Ји 祖乙 (Zǔ Yǐ) | Ћије Ји 且乙 (Qiě Yǐ)        | Ц’ Тенг 子滕 (Zǐ Téng)    | Краљ Му 穆王 (Mùwáng)                 | нема                       | 1526-1507. п. н. е. |
| Цу Сјин 祖辛 (Zǔ Xīn) | Ћије Сјин 且辛 (Qiě Xīn)     | Ц’ Дан 子旦 (Zǐ Dàn)      | Краљ Хуан 桓王 (Huánwáng)             | нема                       | 1507-1491. п. н. е. |
| Во Ђија 沃甲 (Wò Jiǎ) | Ћијанг Ђија 羌甲 (Qiāng Jiǎ) | Ц’ Ји 子逾 (Zǐ Yú)        | Краљ Сји 僖王 (Xīwáng)                | нема                       | 1491-1466. п. н. е. |
| Цу Динг 祖丁 (Zǔ Dīng) | Ћије Динг 且丁 (Qiě Dīng)    | Ц’ Сјин 子新 (Zǐ Xīn)     | Краљ Џуанг 庄王 (Zhuāngwáng)          | нема                       | 1466-1434. п. н. е. |
| Нан Генг 南庚 (Nán Gēng) | нема                         | Ц’ Генг 子更 (Zǐ Gèng)    | Краљ Ћинг 顷王 (Qǐngwáng)             | нема                       | 1434-1409. п. н. е. |
| Јанг Ђија 阳甲 (Yáng Jiǎ) | Сјанг Ђија 象甲 (Xiàng Jiǎ)  | Ц’ Х’ 子和 (Zǐ Hé)        | Краљ Дао 悼王 (Dàowáng)               | нема                       | 1409-1402. п. н. е. |
| Пан Генг 盘庚 (Pán Gēng)4 | Бан Генг 般庚 (Bān Gēng)     | Ц’ Сјин 子旬 (Zǐ Xún)     | Краљ Вен-ченг 文成王 (Wénchéngwáng)   | Ш’-цу 世祖 (Shìzǔ)         | 1402-1374. п. н. е. |
| Сјао Сјин 小辛 (Xiǎo Xīn) | нема                         | Ц’ Сунг 子颂 (Zǐ Sòng)    | Краљ Џанг 章王 (Zhāngwáng)            | нема                       | 1374-1353. п. н. е. |
| Сјао Ји 小乙 (Xiǎo Yǐ) | нема                         | Ц’ Лијен 子敛 (Zǐ Liǎn)   | Краљ Хуи 惠王 (Huìwáng)               | нема                       | 1353-1325. п. н. е. |
| Ву Динг 武丁 (Wù Dīng) | нема                         | Ц’ Џао 子昭 (Zǐ Zhāo)     | Краљ Сјанг 襄王 (Xiāngwáng)           | Гао-цунг 高宗 (Gāozōng)    | 1325-1266. п. н. е. |
| Цу Ђи 祖己 (Zǔ Jǐ) | Ћије Ђи 且己 (Qiě Jǐ)        | непознато                 | непознато                             | нема                       | 1266-1259. п. н. е. |
| Цу Генг 祖庚 (Zǔ Gēng) | Ћије Генг 且庚 (Qiě Gēng)    | Ц’ Јуе 子跃 (Zǐ Yuè)      | Краљ Пинг II 后平王 (Hòu Píngwáng)    | нема                       | 1259-1226. п. н. е. |
| Цу Ђија 祖甲 (Zǔ Jiǎ) | Ћије Ђија 且甲 (Qiě Jiǎ)     | Ц’ Цаи 子载 (Zǐ Zǎi)      | Краљ Динг 定王 (Dìngwáng)             | Ш’-цунг 世宗 (Shìzōng)     | 1226. п. н. е.      |
| Лин Сјин 廪辛 (Lǐn Xīn) | нема                         | Ц’ Сјен 子先 (Zǐ Xiān)    | Краљ Гунг 共王 (Gòngwáng)             | Ђија-цунг 甲宗 (Jiǎzōng)   | 1226-1220. п. н. е. |
| Генг Динг 庚丁 (Gēng Dīng) | Канг Динг 康丁 (Kāng Dīng)   | Ц’ Сјао 子嚣 (Zǐ Xiāo)    | Краљ Ан 安王 (Ānwáng)                 | Канг-цу 康祖 (Kāngzǔ)      | 1220-1199. п. н. е. |
| Ву Ји 武乙 (Wǔ Yǐ) | нема                         | Ц’ Ћи 子瞿 (Zǐ Qú)        | Краљ Лије 烈王 (Lièwáng)              | Ву-цу 武祖 (Wǔzǔ)          | 1199-1195. п. н. е. |
| Таи Динг 太丁 (Tài Dīng) | Вен Динг 文丁 (Wén Dīng)     | Ц’ Туо 子托 (Zǐ Tuō)      | Краљ Куанг 匡王 (Kuāngwáng)           | нема                       | 1195-1192. п. н. е. |
| Ди Ји 帝乙 (Dì Yǐ) | нема                         | Ц’ Сјен 子羡 (Zǐ Xiàn)    | Краљ Д’ 德王 (Déwáng)                 | нема                       | 1192-1155. п. н. е. |
| Ди Сјин 帝辛 (Dì Xīn) | нема                         | Ц’ Шоу 子受 (Zǐ Shòu)     | Краљ Џоу 纣王 (Zhòuwáng)              | нема                       | 1155-1122. п. н. е. |
| 1. Владарско име забележено у Историјским записима С’-ма Ћијена из династије Хан. |                              |                           |                                       |                            |                     |
| 2. Име откривено на записима на костима за прорицање које су се користиле у време династије Шанг. |                              |                           |                                       |                            |                     |
| 3. За први тачан датум у кинеској историји узима се 841. година пре нове ере. Сви датуми пре тога предмет су научних расправа. Датуми у овим табелама написани су према Пројекту за хронологију династија Сја, Шанг и Џоу који је под покровитељством владе НР Кине. |                              |                           |                                       |                            |                     |
| 4. Од времена Пан Генга, династија Шанг се често назива и династија Јин (殷朝, Yīn cháo) зато што је престоница пресељена у истоимени град Јин. |                              |                           |                                       |                            |                     |